# Поповка (корабель)
«Попо́вка» (рос. «Поповка») — тип панцерників берегової оборони класу монітор, спроєктованих і збудованих протягом 1870-х років за ініціативою адмірала А. О. Попова для Імператорського російського флоту.
Відрізнявся характерною круглою формою задля зменшення осадки, що дозволяло використання більшої броні і важчого озброєння, ніж решта кораблів подібних розмірів.

## Історія будівництва
Дві поповки «Новгород» і «Київ» (пізніше — «Віце-адмірал Попов»), були побудовані за ініціативою адмірала А. О. Попова в 1871–1875 роках як броненосці берегової оборони Чорноморського флоту.
Вперше питання про будівництво броньованих плавучих батарей для захисту входів в Азовське море та Дніпро-Бузький лиман було підняте в 1863 році. В цей час, після поразки в Кримській війні, розвиток Чорноморського флоту було обмежено умовами Паризького мирного договору, тому навіть проект малорухомих плавучих батарей був відхилений. В 1869 військове і морське відомства спільно вирішили будувати такі батареї, що перевершують калібром артилерії і товщиною броні будь-які іноземні броненосці, і при цьому мають осадку не більше 14 футів. Усім цим умовам задовольняла тільки пропозиція А. О. Попова про будівництво круглих в плані батарей, що дозволяло вмістити дві 11-дюймові гармати у 2700-тонний корабель довжиною (діаметром) менше 31 метра при осадці 3,76 метра.
Сучасники прекрасно передбачали недоліки круглих кораблів, проте демонстрація з круглими шлюпками переконала чиновників не зволікати з будівництвом, яке почалася одночасно з виходом Росії з обмежень Паризького договору. Через слабку виробничу базу на Чорному морі спорудження справжніх броненосців в той час було неможливе. Дві побудовані поповки — «Новгород» та «Київ» (згодом «Віцеадмірал Попов») — стали першими панцерниками Чорноморського флоту. Розвиток технологій суднобудування, зміна зовнішньополітичних і внутрішньодержавних умов, відмова від первісної концепції застосування вузькоспеціалізованих кораблів — плавучих броненосних батарей берегової оборони, привели в подальшому до критики цих незвичайних кораблів.
«Новгород» був побудований в Санкт-Петербурзі, частинами перевезений суходолом у Миколаїв і там складений. Спущений на воду 21 травня 1873. «Київ» був повністю побудований у Миколаєві, двома роками пізніше. Кораблі відрізнялися діаметром і калібром артилерії («Новгород» — 11-дюймові гармати, «Київ» — 12-дюймові).
Обидві поповки взяли участь в Російсько-турецькій війні 1877—1878, зробивши демонстрацію на рейді Одеси без єдиного пострілу, та здійснивши вихід до гирла Дунаю для забезпечення переходу судів Дунайського загону в 1877 р., в 1892 були зараховані до складу броненосців берегової оборони і прослужили до 1903.

## Конструкція
Корпус поповки в верхньому плані був круглий, гармати містились в центрі на поворотній платформі. Корабель був оснащений 6 гребними гвинтами.
Через свою круглу форму погано слухався стерна, тому маневри забезпечувались перерозподілом потужності на гвинтах. Поповки погано трималися на курсі, страждали від захльостування хвилями, але помірне хвилювання переносили задовільно.
Технічні параметри:
- Водотоннажність: 2 700 т.
- Діаметр: 31 м.
- Осадка: 3,76 м.
- Озброєння: 2 гармати калібром 11 (12) дюймів.